# Linnefors bruk

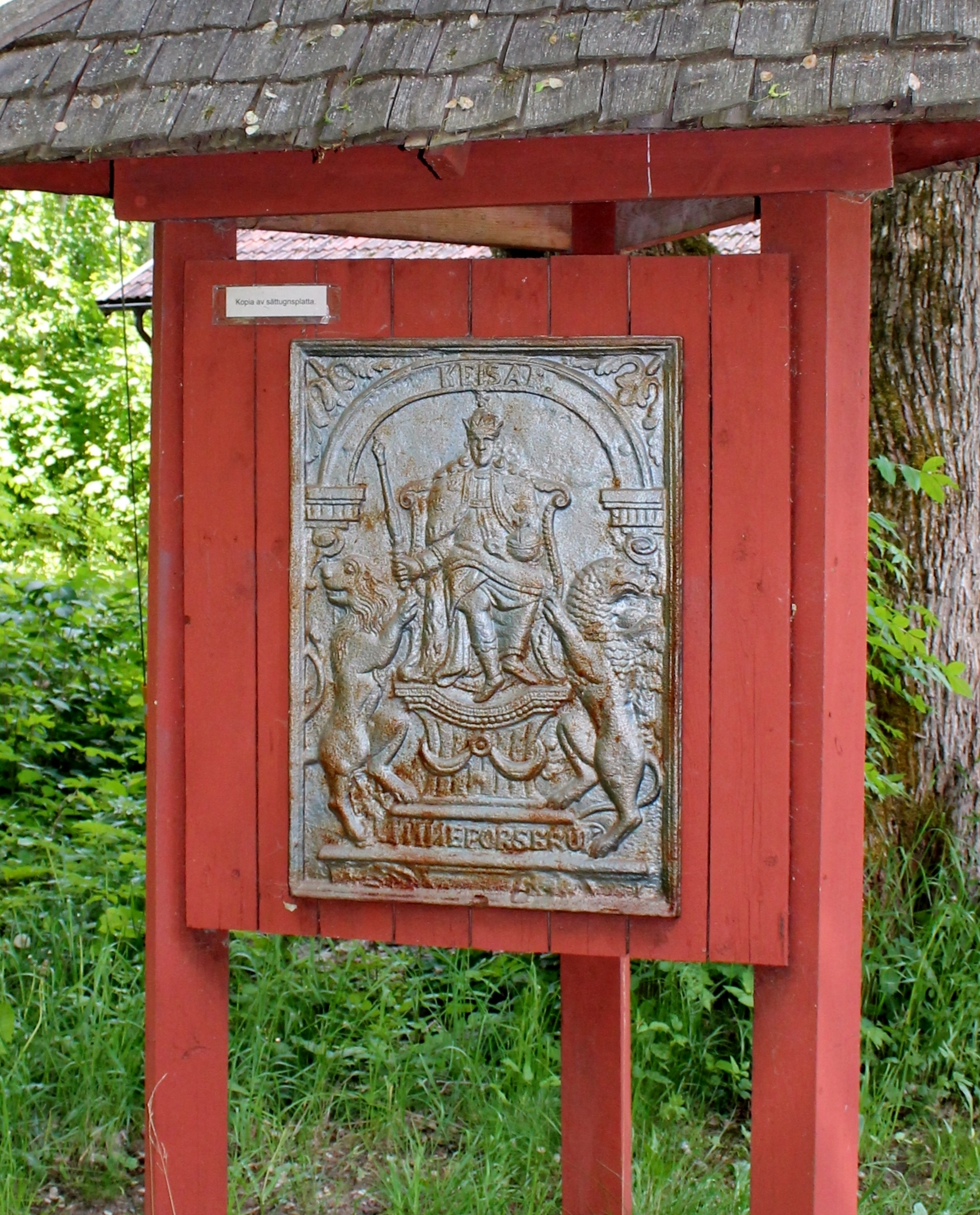
Minnesmärke över järnbruket.

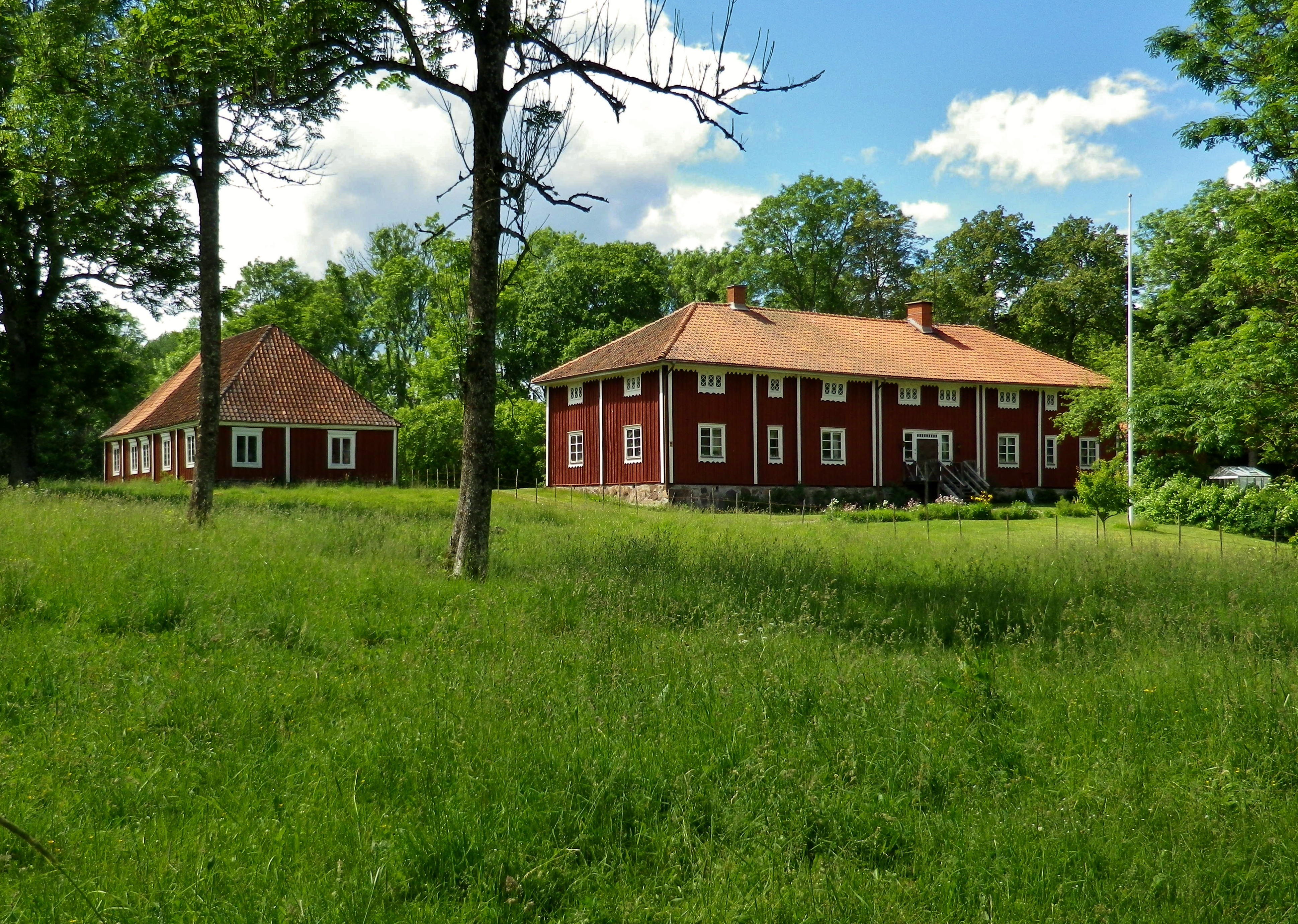
Herrgårdsbyggnaden.

Linnefors är det järnbruk som brukspatronen vid Lessebo bruk Daniel Schröder anlade år 1735 i anslutning till Lyckebyån i Vissefjärda socken, Emmaboda kommun.
Bruket överläts 1746 till sonen Gottskalk Schröder. I dag återstår en praktfull herrgårdsbyggnad från denna tid, jämte en flygel som tillbyggts och idag är större än själva huvudbyggnaden. Trots kraftigt förfall under 1900-talet, då den ena av flyglarna dessutom revs, återfinns idag i två av huvudbyggnadens rum utsökta väggmålningar, sannolikt från herrgårdens tillkomstår. Dessa är mycket välbehållna i färgerna på grund av att de redan under 1700-talet tapetserats över.
En annan sevärdhet är de många kakelugnarna från 1700-talet, av vilka flera har mönster från kakelugnar tillverkade vid Mariebergs porslinsfabrik. Dessa är dock troligen tillverkade i Kristianopel.